# NGC 7752
NGC 7752  ist eine irreguläre Galaxie vom Hubble-Typ I0 im Sternbild Pegasus am Nordsternhimmel. Sie ist rund 235 Millionen Lichtjahre von der Milchstraße entfernt und hat eine maximale Ausdehnung von etwa 55.000 Lichtjahren.
Gemeinsam mit ihrem wechselwirkenden Begleiter NGC 7753 bildet sie das Objekt Arp 86. NGC 7752 befindet sich offensichtlich an einem der Spiralarme von NGC 7753.
Halton Arp gliederte seinen Katalog ungewöhnlicher Galaxien nach rein morphologischen Kriterien in Gruppen. Diese Galaxie gehört zu der Klasse Spiralgalaxien mit einem großen Begleiter hoher Flächenhelligkeit auf einem Arm (Arp-Katalog).
Entdeckt wurde die Galaxie am 22. November 1854 von R. J. Mitchell, einem Assistenten von William Parsons.